# 스즈키 미치오
스즈키 미치오(일본어: 鈴木 通夫, 1926년 10월 2일~1998년 5월 31일)는 군론을 연구한 일본인 수학자이다.

## 전기
스즈키는 1953년부터 죽을 때까지 일리노이 대학교 어바나 샴페인에서 교수로 재직하였다. 그는 또한 시카고 대학교 (1960~61), 고등연구소 (1962~63, 1968~69, 1981년 봄), 도쿄 대학교 (1971년 봄), 파도바 대학교 (1994년)에서 방문 직위를 역임하였다. 스즈키는 1952년에 도쿄 대학에서 박사 학위를 받았지만 전년도에 미국으로 이주하였다. 모든 비가환 유한 단순군이 짝수 위수를 갖는다는 번사이드 추측을 처음으로 공격하였다.
1960년 스즈키는 위수가 3으로 나누어 떨어지지 않는 유일한 비기환 단순군의 무한족인 스즈키 군을 발견하였다. 29120차 중 가장 작은 것은 딕슨의 1900년 목록 이후 처음으로 발견된 100만 차 미만의 단순군이었다.
스즈키는 CIT 군 과 C 군 및 CA 군을 포함하여 작은 계수를 갖는 단순군을 여러 부류로 분류했다.
1968년 그는 스즈키 산재군이라는 산재군을 발표하였다. 티츠 난형은 스즈키 난형이라고도 한다.
그는 일본어로 여러 교과서를 저술하였다.

## 출판물
- Brauer, R.; Suzuki, M. (1959). “On finite groups of even order whose 2-Sylow group is a quaternion group”. 《Proc. Natl. Acad. Sci. USA》 45 (12): 1757–1759. Bibcode:1959PNAS...45.1757B. doi:10.1073/pnas.45.12.1757. PMC 222795. PMID 16590569.
- Suzuki, M. (1960). “A new type of simple groups of finite order”. 《Proc. Natl. Acad. Sci. USA》 46 (6): 868–870. Bibcode:1960PNAS...46..868S. doi:10.1073/pnas.46.6.868. PMC 222949. PMID 16590684.
- Suzuki, M. (1960). “Investigations on finite groups”. 《Proc. Natl. Acad. Sci. USA》 46 (12): 1611–1614. Bibcode:1960PNAS...46.1611S. doi:10.1073/pnas.46.12.1611. PMC 223091. PMID 16590792.
- Suzuki, Michio (1969), 〈A simple group of order 448,345,497,600〉,   Brauer, R.; Sah, Chih-han, 《Theory of Finite Groups (Symposium, Harvard Univ., Cambridge, Mass., 1968)》, Benjamin, New York, 113–119쪽, MR 0241527
- Suzuki, Michio (1982) [1977], 《Group theory. I》, Grundlehren der Mathematischen Wissenschaften [Fundamental Principles of Mathematical Sciences] 247, Berlin, New York: Springer-Verlag, ISBN 978-3-540-10915-0, MR 648772
- Suzuki, Michio (1986) [1978], 《Group theory. II》, Grundlehren der Mathematischen Wissenschaften [Fundamental Principles of Mathematical Sciences] 248, Berlin, New York: Springer-Verlag, ISBN 978-0-387-10916-9, MR 0501682[1]